# Medeoloideae
Medeoloideae es una subfamilia de plantas de flores perteneciente a la familia Liliaceae. Comprende los siguientes géneros.

## Géneros
- Medeola[1]